# Tulipa florenskyi
Tulipa florenskyi är en liljeväxtart som beskrevs av Jurij Nikolajevitj Voronov. Tulipa florenskyi ingår i släktet tulpaner, och familjen liljeväxter. Inga underarter finns listade.

## Bildgalleri

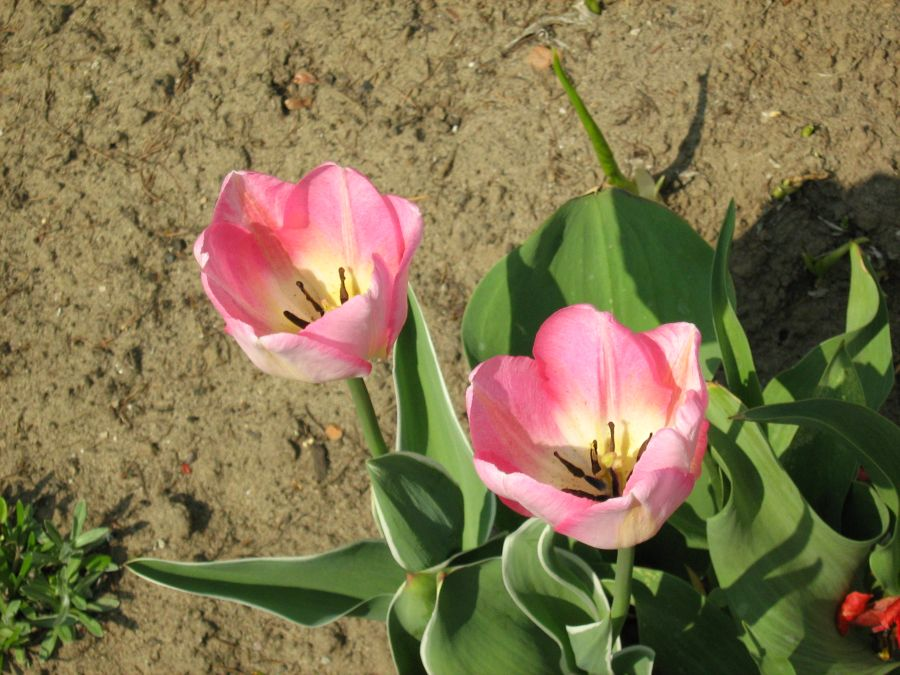
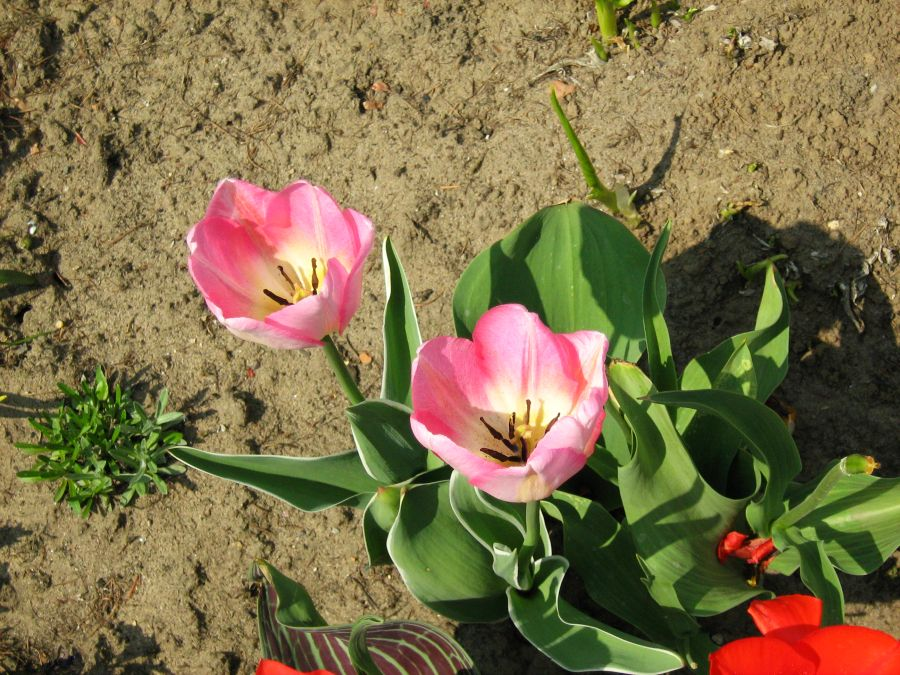
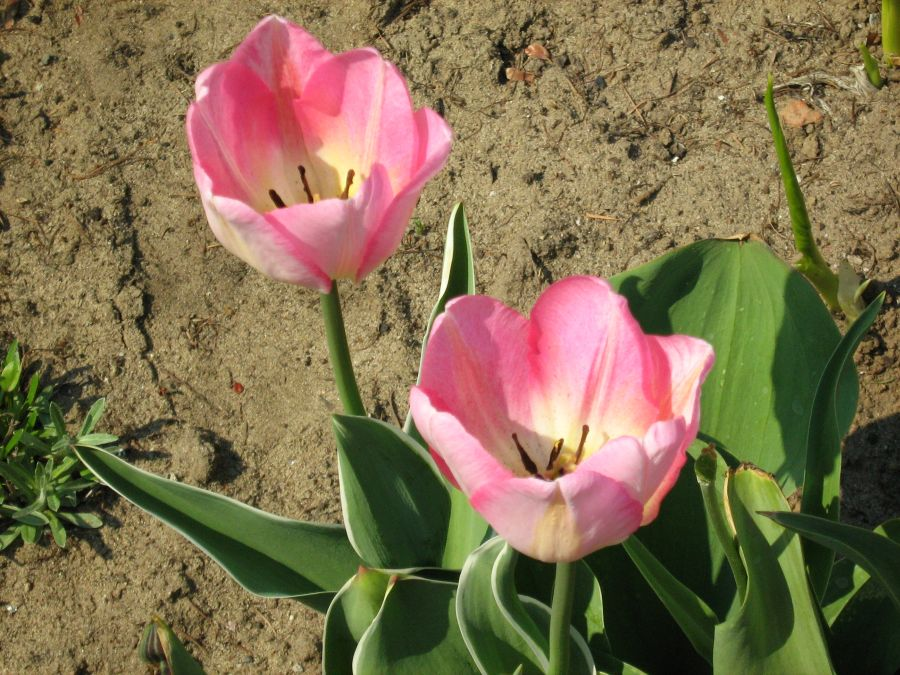
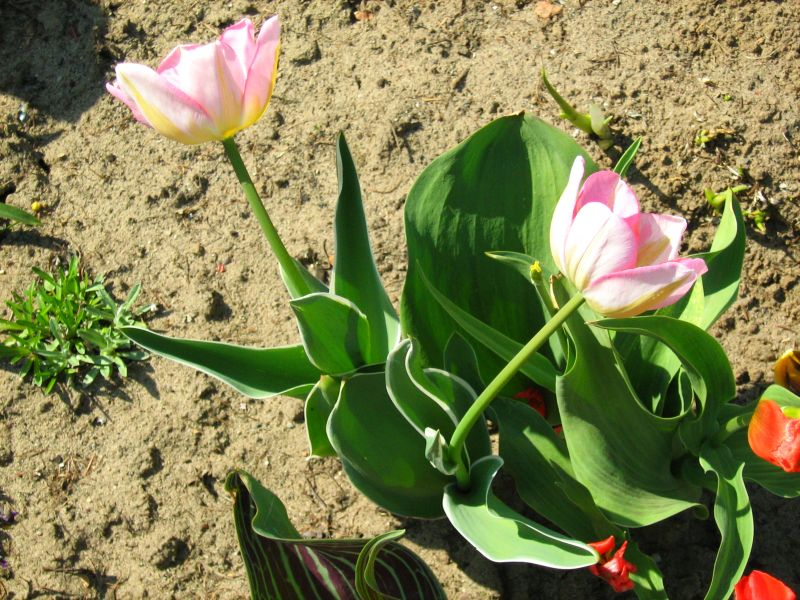